# Nukuhione
Nukuhione (parfois orthographié Nuku'i'one) est un îlot du lagon de l'île de Wallis (Wallis-et-Futuna). Il appartient au village de Liku, dans le district de Hahake.
Le « trou du diable », un tombant dans le récif, se trouve au nord de cet îlot, tandis que le « trou de la tortue » (autre tombant) se trouve au sud de Nukuhione.

## Origine
D'après un récit recueilli en 1932 par Edwin Burrows, l'îlot de Nukuhione a été créé par le dieu Tagaloa : après avoir pêché l'île de Wallis avec son filet, il piétina les montagnes et des blocs de pierre se dispersèrent, formant différents îlots (Nukuhifala, Faioa, Nukufetau, Nukuhione, Nukuta'akimoa).

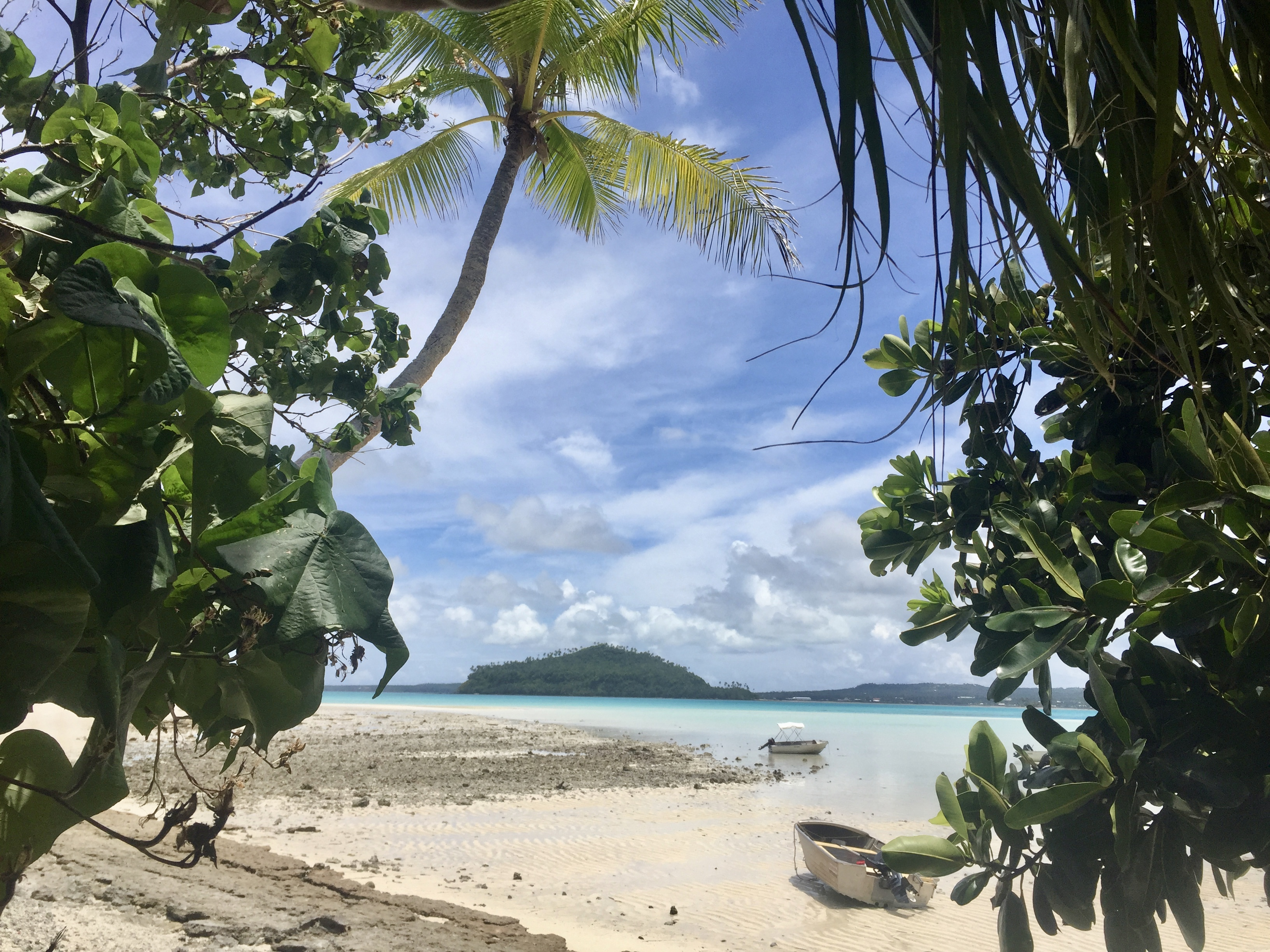
Vue depuis l'îlot Nukuhione vers les autres îlots et l'île principale (Uvea).
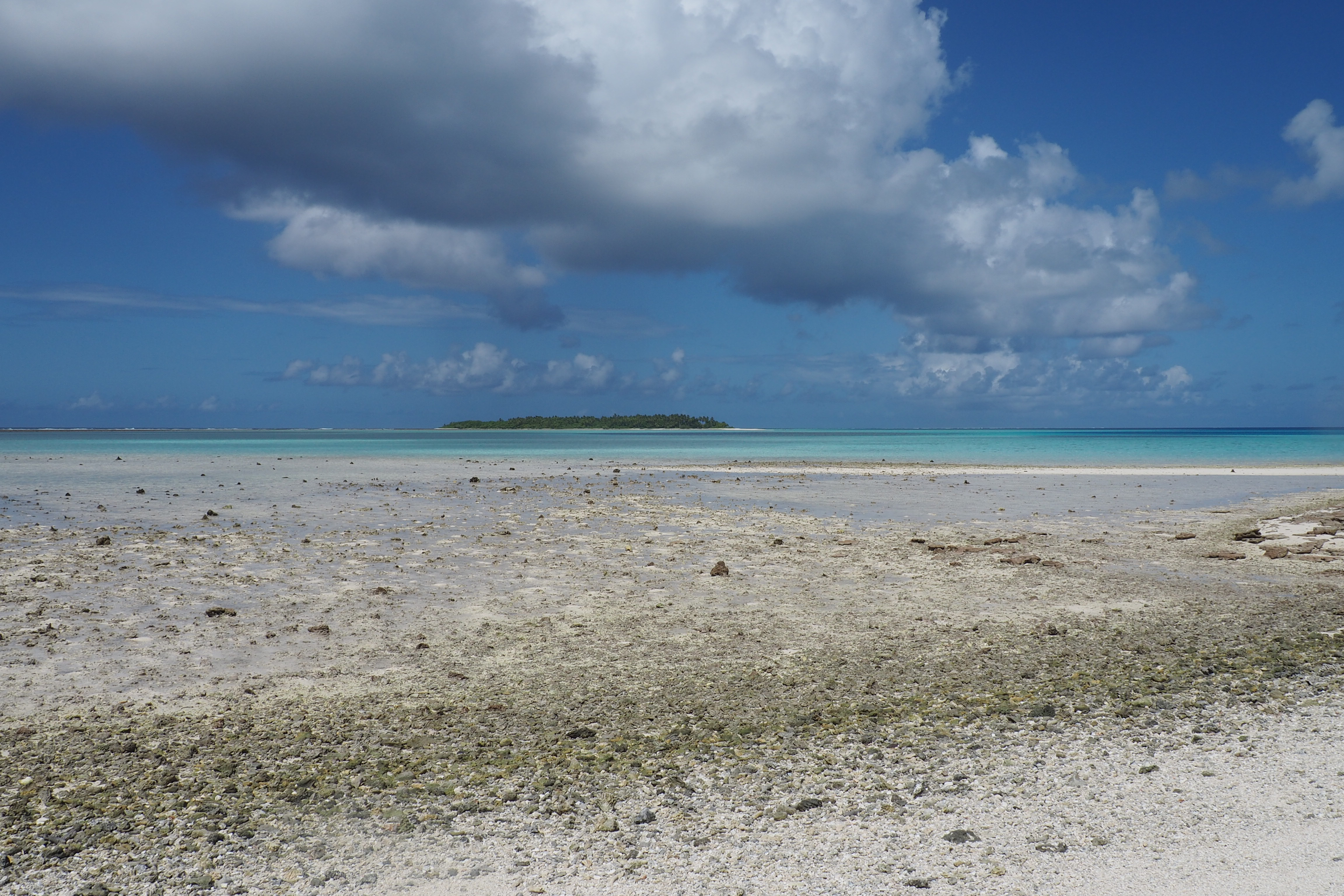
Vue de Nukuhione depuis Nukuhifala.
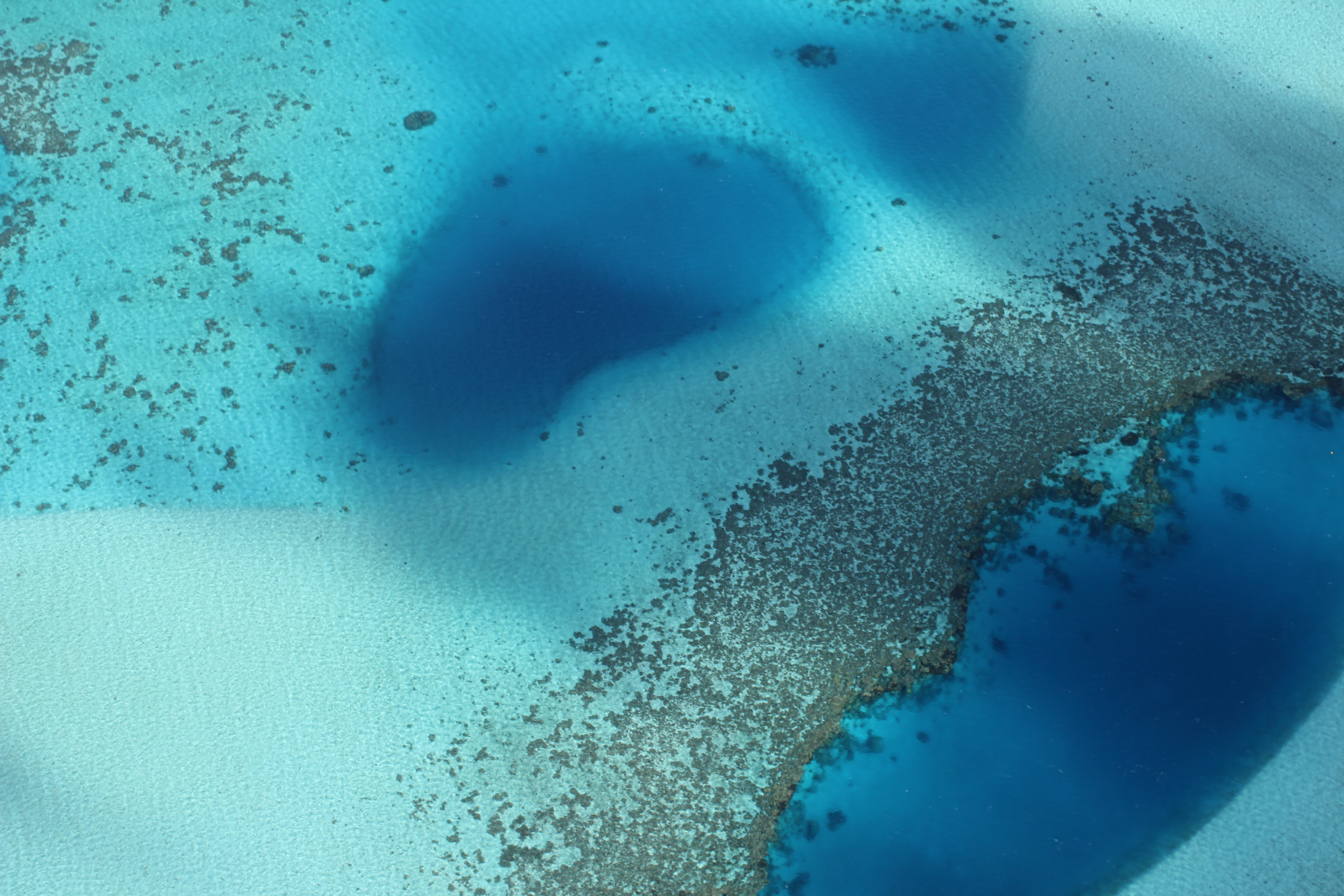
Le trou de la tortue, un tombant dans le récif, au sud de Nukuhione.